# Leivinha
João Leiva Campos Filho, conhecido como Leivinha (Novo Horizonte, 11 de setembro de 1949), é um ex-futebolista brasileiro. Atuou como meia-direita e é considerado um dos maiores jogadores da história do Palmeiras, com participação decisiva nas conquistas da época da chamada "Academia". Também já atuou como comentarista esportivo.

## Carreira

### Linense
Leivinha começou no Linense em 1965, com apenas quinze anos. Pelo clube de Lins, marcou um gol no amistoso contra o Marília, em 15 de novembro daquele ano.

### Portuguesa de Desportos
Suas atuações chamaram a atenção dos grandes clubes paulistas, e em 1966 ele se transferiu para a Portuguesa. Parte do pagamento de seu passe foi feita com um amistoso entre os dois times, vencido pela Lusa por 3 a 1. Ele chegou ao clube no mesmo dia em que Marinho Peres e Zé Maria também vieram. Os três fariam parte da Seleção Brasileira que anos mais tarde disputaria a Copa do Mundo de 1974, mas nenhum deles estava no clube lusitano quando chegou a esse auge nas respectivas carreiras. Foi na Lusa que o futebol de Leivinha começou a ser notado.
Formou, ao lado de Ratinho, Ivair, Paes e Rodrigues, umas da melhores linhas ofensivas da história da Portuguesa, mas no fim de 1970 entrou em litígio com o clube, após este não aceitar vender seu passe para o Palmeiras. Ele acabou ficando mais de seis meses parado, devido a sua vontade de se transferir para outro clube.
Pelo time do Canindé, marcou 63 gols.

### Palmeiras
Ele transferiu-se para o Palmeiras em 1971. Sua estreia foi em maio, contra o Guarani, jogo em que também marcou seu primeiro gol pelo clube em que ganharia vários títulos entre 1972 e 1974. Emérito cabeceador, seus gols por esse clube o levaram a ser convocado para a Seleção. Seu talento como cabeceador era tal que, durante a decisão do Campeonato Paulista de 1971, contra o São Paulo, Leivinha teve um legítimo gol de cabeça anulado pelo juiz Armando Marques, porque este julgou que Leivinha tinha dado um soco na bola, devido à velocidade e à precisão com que ele tinha cabeceado.
Sua última partida foi na vitória por 3 a 1 sobre o Real Madrid, em agosto de 1975. Assim como em sua estreia, também marcou um gol. No total, Leivinha disputou 268 jogos pelo Palmeiras, com 158 vitórias, 80 empates e 29 derrotas, anotando 108 gols.

### Atlético de Madrid
Após ajudar o Palmeiras a vencer o Torneio Ramón de Carranza, em 1975, inclusive marcando um gol na final contra o Real Madrid, foi vendido para o Atlético de Madrid, juntamente com seu companheiro de clube Luís Pereira. Nesse clube, ambos os jogadores alcançariam novamente a condição de ídolos dos torcedores.
Na sua estreia pelo time de Madri, marcou três gols, na vitória por 4 a 1 sobre o Salamanca, pelo Campeonato Espanhol. Com dezoito gols, alcançou a vice-artilharia do campeonato em sua primeira temporada. Foi campeão da Copa do Generalíssimo (atual Copa do Rei) em 1975–76, com o título espanhol vindo na temporada de 1976–77.
Com problemas físicos que afetaram seu desempenho no time espanhol, após a temporada de 1978–79 ele deixou o clube. No total, marcou 43 gols em 93 jogos pelo time de Madri.

### São Paulo e fim de carreira
Em 1979, retornou ao Brasil para defender as cores do São Paulo. Seus dois únicos gols com a camisa tricolor foram na vitória sobre a Portuguesa por 4 a 2, em 31 de outubro de 1979. O técnico Mário Juliato previa que, com uma sequência de jogos, o futebol de Leivinha aumentaria, mas nesse mesmo ano o jogador acabou optando por encerrar a carreira, por causa de diversos problemas físicos. No total, disputou apenas onze jogos pelo Tricolor e marcou dois gols.

## Seleção Brasileira
Convocado por Aymoré Moreira, ele estreou na seleção brasileira como jogador da Lusa, na vitória por 2 a 1 sobre o Coritiba, em 13 de novembro de 1968.
Prejudicado pelo esquema tático de Zagallo e por uma contusão num jogo com o Zaire, Leivinha acabou passando despercebido na seleção nacional. Entretanto, mesmo com essa passagem relativamente apagada pelo escrete brasileiro, é atribuído ao jogador, por muitas publicações esportivas, o mérito de ter convertido o milésimo gol da seleção brasileira. Isto teria ocorrido no dia 27 de maio de 1973, na vitória por 5 a 0 sobre a Bolívia, no Maracanã, quando o craque marcou o quarto gol.
No total, marcou sete gols em 27 jogos pela Seleção e disputou a Copa do Mundo de 1974.

## Vida pessoal
Ele é tio do ex-jogador Lucas Leiva, que atuava como volante. 
Em 2019, o escritor Luciano Ubirajara Nassar lançou sua biografia: Leivinha, o camisa 8 de ouro.
No mesmo ano, recebeu o título de cidadão linense, da câmera de vereadores da cidade de Lins.

## Títulos
Palmeiras
- Campeonato Paulista: 1972 e 1974
- Campeonato Brasileiro: 1972 e 1973
- Troféu Ramón de Carranza: 1974 e 1975

Atlético De Madrid
- Campeonato Espanhol: 1976–77
- Copa do Rei: 1975–76

Seleção Brasileira
- Taça Independência: 1972